# Lightbulb Sun
Lightbulb Sun ist das sechste Studioalbum der britischen Progressive-Rock-Band Porcupine Tree. Es erschien im Jahr 2000 bei Kscope und Snapper.

## Entstehung und Veröffentlichung
Lightbulb Sun wurde in Wales und England aufgenommen. Ein Streichquartett war an den Aufnahmen beteiligt. Chris Blair masterte das Album in den Abbey Road Studios.
Im Jahr 2001 erschien eine Auflage mit Bonus-CD, im Jahr 2008 eine DVD-Audio mit einer remasterten und einer Surround-Fassung des Albums sowie weiteren Bonus-Titeln.

## Titelliste und Stil
Die Stücke wurden von Steven Wilson geschrieben, das siebte in Zusammenarbeit mit Colin Edwin. Das neunte Stück ist ein Gemeinschaftswerk aller Bandmitglieder. Für das fünfte Stück wurde eine Sprachaufnahme des Anführers von Heaven’s Gate verwendet.
1. Lightbulb Sun – 5:31
2. How Is Your Life Today? – 2:46
3. Four Chords that Made a Million – 3:36
4. Shesmovedon – 5:13
5. Last Chance to Evacuate Planet Earth Before It Is Recycled – 4:48
6. The Rest Will Flow – 3:14
7. Hatesong – 8:26
8. Where We Would Be – 4:12
9. Russia on Ice – 13:03
10. Feel So Low – 5:18

Bonus-Titel 2001
1. Buying New Soul (Edit) – 6:07
2. Pure Narcotic – 5:14
3. Tinto Brass (Live at Southampton University) – 6:43
4. Untitled – 2:06

Bonus-Titel 2008
1. Disappear – 3:40
2. Buying New Soul – 10:26
3. Cure for Optimism – 6:36

Lightbulb Sun ist ein insgesamt ruhigeres Album als der Vorgänger Stupid Dream, die Atmosphäre ist meist melancholisch. Es finden sich Einflüsse aus Artpop, Britpop, Psychedelic Rock, Alternative Rock und Grunge.

## Rezeption
Das Album wurde von der Presse positiv aufgenommen. Thomas Kerpen lobt es im Ox-Fanzine als „ein ungemein ästhetisches, kunstvolles Rockalbum, das den Bogen spannt zwischen eingängigem Pop und improvisierter Jamsession und von dessen Vielschichtigkeit man als Hörer lange etwas hat“. Markus Peltner von den Babyblauen Seiten resümiert: „Das Album beinhaltet keine Schwächen, dafür jedoch jede Menge Höhepunkte. Hier wird keine Musik geboten, die man im Radio hören kann. Hier wird Musik geboten die oftmals ‚ergreifend‘ ist, die berühren kann, die einen packt und mitreißt. Großes Kino und bereits jetzt ein Klassiker.“ Das Musikmagazin eclipsed wählte Lightbulb Sun auf den 38. Platz seiner Liste der 150 wichtigsten Prog-Alben.

## Auszeichnungen für Musikverkäufe
| Land/Region     | Auszeichnungen für Musikverkäufe (Land/Region, Auszeichnung, Verkäufe) | Verkäufe |
| --------------- | ---------------------------------------------------------------------- | -------- |
| Europa (Impala) | Gold                                                                   | 75.000   |
| Insgesamt       | 1× Gold ·                                                              | 75.000   |